# Cascade Centar
Cascade Centar је био трговачки комплекс у Загребу. Отворен је крајем 2009. током европске финансијске кризе. До 2011. било је јасно да нема довољно купаца да покрију високе кирије, а закупци су почели да се исељавају. Центар је банкротирао 2012. Затворен је и претворен у хотел 2015.

## Структура
Комплекс се налази у центру Загреба, око 500 метара северно од главног градског трга, омеђеног Ткалчићевом и Миклоушићевом улицом. Изграђена је на парцели површине 18000 м2 и закупљена од Загребачке надбискупије на 99 година. Зграда покрива 12319 м2. Има три спрата и подземну гаражу са 180 паркинг места. У радње се приступало са четири „улице” или терасе, од којих су горње две покривене провидним кровом. У источном делу налазе се четири стана са погледом на баште стамбене улице. Оне су потпуно одвојене од пословног дела зграде.

## Изградња и рад
Пројекат изградње је покренут у августу 2004. Радионица архитектуре је била задужена за пројектовање, а Бранко Галић се бавио грађевинским инжењерингом. Интерконзалтинг је пружао консултантске и дизајнерске услуге. Изградња је била између 2006. и 2009. Првобитни власник била је компанија Молтех. После је 2007. продат чешко-америчкој групи Ungelt/Spectrum. 2010. зграда је поново продата групи инвеститора. 
Центар је отворен крајем 2009. усред европске финансијске кризе. Са модерним продавницама и кафићима, постао је место окупљања младе урбане елите. 2010. менаџмент се заправо одрекао закупнина у настојању да привуче станаре. Касније је било много спорова између станара и управе око високе кирије, недостатка простора и малог броја посетилаца. Власници радњи су се жалили да управа тражи ретроактивно плаћање закупнине за 2010. и да им није дозвољено да уклоне имовину када су одлучили да се иселе. У октобру 2011. компанија за управљање је саопштила да ће центар бити приморан да се привремено затвори јер станари нису плаћали кирију, а није било довољно прихода да покрије трошкове услуга. 

## Напуштање
Многе модне продавнице су почеле да напуштају центар, који је затворен почетком лета 2012. Паркинг гаража и ноћни клуб остали су отворени. Компанија је била у дуговима и била је принуђена да поднесе захтев за банкрот.  Почевши од 2012. аукције су више пута покушаване, али ниједан купац није био заинтересован.  Приход од продаје требало је да се подели међу повериоце, а највећи потражиоци су две аустријске банке. Комплекс је коначно продат у фебруару 2014., на петнаестој аукцији. Суд је 2012. проценио на скоро 180 милиона куна (26,5 милиона долара), а продат је за 22 милиона (3,2 милиона долара).  Центар је затворен 2015. и зграда је пренамењена у хотел. 